# جان آئور
جان آئور (انگلیسی: John Auer؛ ۳۰ مارس ۱۸۷۵ – ۳۰ آوریل ۱۹۴۸) پزشک، فیزیولوژیست و داروشناس آمریکایی بود. او نزدیک به ۱۵۰ مقاله در طول زندگی حرفه‌ای خود منتشر کرد و نخستین توصیف میله‌های آئور به او نسبت داده می‌شود؛ هر چند پیش از او پزشک کانادایی توماس مک‌کِرِی آن را تشریح و گزارش کرده بود. جان آئور همچنین به مطالعه و بررسی آنافیلاکسی پرداخت و به توسعه جراحی مدرن قفسه سینه کمک کرد. در طول جنگ جهانی اول، او پژوهش‌های دوران جنگ را با موسسه تحقیقات پزشکی راکفلر انجام داد. وی مدرک کارشناسی خود را از دانشگاه میشیگان و دکترای پزشکی خود را از دانشکده پزشکی دانشگاه جانز هاپکینز گرفت. وی مدتی در بیمارستان جانز هاپکینز مشغول به کار بود و در آنجا همکار ویلیام آسلر بود.